# Бельм
Бельм (нім. Belm) — громада в Німеччині, розташована в землі Нижня Саксонія. Входить до складу району Оснабрюк.
Площа — 46,67 км2. Населення становить 13 896 ос. (станом на 31 грудня 2021).